# Robert Marland
Robert Davies Marland  (ur. 13 maja 1964 w Mississauga) – kanadyjski wioślarz. Złoty medalista olimpijski z Barcelony.
Brał udział w igrzyskach (IO 88, IO 92. W 1992 wspólnie z kolegami triumfował w ósemce. W ósemce był również srebrnym medalistą mistrzostw świata w 1990 i 1991.